# لاک‌پشت پرنده
لاک‌پشت پرنده فهرستی از کتاب‌های برتر هر فصل ادبیات کودک و نوجوان است که با همکاری مشترک مؤسسه شهر کتاب و فصلنامه تخصصی پژوهشنامه ادبیات کودک و نوجوان تهیه می‌شود. افزون بر این هیئت داوران لاک‌پشت پرنده، کتاب‌های برگزیده‌ی هر سال را نیز انتخاب و به کتاب‌های برگزیده نشان‌های طلایی و نقره‌ای اهدا می‌کنند.
کتاب‌ها براساس شیوه‌نامه‌ای مکتوب و با اصول و معیارهایی روشن به فهرست راه می‌یابند و یا موفق به دریافت نشان طلایی یا نقره‌ای می‌شوند.
هر سال داوران و سیاست گذاران فهرست، بر اساس مقتضیات روز و هم چنین با توجه دیدگاه‌ها و نقد و بررسی صاحب نظران، این معیارها و ملاک‌ها را بازبینی می‌کنند و آن‌ها را در متنی با عنوان اصول، شیوه‌ی اجرایی و معیارهای فهرست و نشان‌های لاک‌پشت پرنده اعلام می‌کنند.
تاکنون، ۳۸ فهرست از لاک‌پشت پرنده منتشر شده‌است. 

## هدف
گروهی از منتقدان و کارشناسان کودک و نوجوان در پایان هر فصل، فهرستی از کتاب‌های کودک و نوجوان منتشر شده در یک فهرست معرفی می‌کنند. این فهرست به‌عنوان ضمیمه فصلنامه پژوهشنامه ادبیات کودک و نوجوان منتشر می‌شود و می‌تواند راهنمای پدرها و مادرها، معلم‌ها و مربی‌ها و سایر علاقه‌مندان به ادبیات کودک و نوجوان باشد تا مناسبترین کتاب‌های سال را برای کتاب‌خوانی بچه‌ها و دانش‌آموزان انتخاب کنند.
در سال اول انتشار این فهرست، کتاب‌ها در سه گروه کتاب‌های عالی، کتاب‌های خوب و کتاب‌های راه‌یافته طبقه‌بندی و معرفی می‌شدند. درحال‌حاضر، کتاب‌ها بر مبنای گروه سنی و گروه موضوعی و هم‌چنین، بر حسب رأی داورها با امتیاز شش لاک‌پشت (کتاب‌های بسیار عالی)، پنج لاک‌پشت (کتاب‌های عالی)، چهار لاک‌پشت (کتاب‌های خیلی خوب) و سه لاک‌پشت (کتاب‌های خوب) معرفی می‌شوند.
اسفند ماه ۱۳۹۱ اولین دوره اهدای نشان لاک‌پشت پرنده برگزار شد و به پنج کتاب برگزیده فهرست لاک‌پشت پرنده نشان طلایی و نقره‌ای لاک‌پشت پرنده اهدا شد.

## داوران
- معصومه انصاریان
- محمود برآبادی
- شیوا حریری
- مینا حدادیان
- شادی خوشکار
- فاطمه زمانی
- نلی محجوب
- مریم محمدخانی
- مهدی یوسفی
- رؤیا میرغیاثی
- علی اصغر سیدآبادی
- شکوه حاجی‌نصرالله
- حمید اباذری
- گیسو فغفوری
- فرمهر منجزی
- حسین شیخ‌الاسلامی
- حدیث لزرغلامی
- مسعود ملک‌یاری
- رویا مکتبی‌
- عذرا جوزدانی

## اولین دوره (اسفند ۱۳۹۱)
| جایزه       | برنده                                         | توضیحات                               |
| ----------- | --------------------------------------------- | ------------------------------------- |
| نشان طلایی  | برایان سلزنیک (نویسنده) و رضی هیرمندی (مترجم) | برای کتاب اختراع هوگوکابره            |
| نشان طلایی  | جمشید خانیان                                  | برای کتاب عاشقانه‌های یونس در شکم ماهی |
| نشان نقره‌ای | احمدرضا احمدی                                 | برای کتاب ناگهان چراغ‌ها روشن شدند     |
| نشان نقره‌ای | فرهاد حسن‌زاده                                 | برای کتاب هستی                        |
| نشان نقره‌ای | شهرداد میرزایی                                | برای کتاب ما همه آزاد آفریده شده‌ایم   |
| نشان ویژه   | مرتضی خسرونژاد                                | برای پژوهشگری در ادبیات کودک          |
| نشان ویژه   | فرشید مثقالی                                  | برای تصویرگری کتاب‌های کودک و نوجوان   |

## دومین دوره (اسفند ۱۳۹۲)
| جایزه       | برنده                | توضیحات                                       |
| ----------- | -------------------- | --------------------------------------------- |
| نشان نقره‌ای | فریدون عموزاده خلیلی | برای کتاب کتاب کوچک برای داستان‌نویسی          |
| نشان نقره‌ای | سید نوید سیدعلی‌اکبر  | برای کتاب بابای من با سس خوشمزه است           |
| نشان نقره‌ای | الهه هاشمی           | برای ترجمهٔ کتاب‌های «پم/ورت» نوشتهٔ ماری دپلوشن |
| نشان نقره‌ای | هی‌نه بک              | برای نگارش کتاب نان ابری (ترجمهٔ کیانگ این لی) |
| نشان ویژه   | ثریا قزل‌ایاغ         |                                               |
| نشان ویژه   | مرتضی کلانتری        |                                               |

## سومین دوره (اسفند ۱۳۹۳)
| جایزه       | برنده                   | توضیحات                                                       |
| ----------- | ----------------------- | ------------------------------------------------------------- |
| نشان طلایی  | محمدهادی محمدی          | برای نگارش دو کتاب آواورزی با سی‌بی‌لک و الفباورزی با کاکاکلاغه |
| نشان طلایی  | دیوید آلموند            | برای نگارش پدر اسلاگ                                          |
| نشان طلایی  | نسرین وکیلی             | برای ترجمهٔ خوب و روان پدر اسلاگ                               |
| نشان نقره‌ای | مهدی فاتحی و حامد حبیبی | به خاطر مجموعه شب هزار و دوم                                  |
| نشان نقره‌ای | محبوبه نجف‌خانی          | به خاطر ترجمهٔ جسورانهٔ نامه‌های فلیکس                           |
| نشان ویژه   | ناصر ایرانی             | برای نگارش و ترجمهٔ کتاب‌های کودک و نوجوان                      |
| نشان ویژه   | علی اکبر صادقی          | برای نقاشی و تصویرگری کتاب‌های کودک و نوجوان                   |

## چهارمین دوره (اسفند ۱۳۹۴)
| جایزه                    | برنده                   | توضیحات |
| ------------------------ | ----------------------- | --- |
| نشان طلایی و جایزه نقدی  | علی گلشن                | سگ‌سانان و کفتارها |
| نشان طلایی               | نیل گیمن                | برای آفریدن جهانی نو و ارائه پیشنهادهای تازه در رمان نوجوانان اقیانوس انتهای جاده                                       |
| نشان نقره‌ای              | مهدی رجبی               | برای شخصیت‌پردازی ویژه، بهره‌گیری از طنز و زبانی متفاوت در کنسرو غول                                                      |
| نشان نقره‌ای              | مهدی فاتحی و حامد حبیبی | به خاطر مجموعه شب هزار و دوم                                                                                            |
| نشان نقره‌ای و جایزه نقدی | جواد ماهرزاده           | برای ریحانه دختر نرگس                                                                                                   |
| نشان نقره‌ای و جایزه نقدی | علی خدایی               | برای برخورد خلاقانه و نوآوری در تولید کتاب کودکان زیر پنج سال، ابتکار در تصویرگری و کتاب‌سازی در کتاب تو لک‌لکی یا دارکوب |
| لوح تقدیر و جایزه نقدی   | فرزاد فربد              | مترجم کتاب اقیانوس انتهای جاده                                                                                          |

## پنجمین دوره (اسفند ۱۳۹۵)
| جایزه                   | برنده            | توضیحات                                     |
| ----------------------- | ---------------- | ------------------------------------------- |
| نشان طلایی و جایزه نقدی | ژان کلود مورلوا  | رودخانه واژگون                              |
| نشان نقره‌ای             | نازنین آیگانی    | قصه‌های نترسناک                              |
| نشان نقره‌ای             | عباس جهانگیریان  | سایه هیولا                                  |
| نشان نقره‌ای             | سمانه قاسمی      | به! به!                                     |
| نشان ویژه               | علی‌اشرف درویشیان | نویسندهٔ پیش‌کسوت کتاب‌های کودک و نوجوان       |
| نشان ویژه               | نیره نقوی        | برای نقاشی و تصویرگری کتاب‌های کودک و نوجوان |

## ششمین دوره (اسفند ۱۳۹۶)
| جایزه                   | برنده              | توضیحات                                            |
| ----------------------- | ------------------ | -------------------------------------------------- |
| نشان طلایی و جایزه نقدی | شبون داد           | برای کتاب کودک باتلاق                              |
| لوح تقدیر               | بیتا ابراهیمی زاده | برای ترجمهٔ کتاب کودک باتلاق                        |
| نشان نقره‌ای             | معصومه پورطاهریان  | برای کتاب بازی با ابزارهای ساده                    |
| نشان ویژه               | بهروز غریب‌پور      | نویسنده و هنرمند پیشکسوت کتاب‌های کودکان و نوجوانان |
| نشان ویژه               | گلی امامی          | مترجم پیشکسوت                                      |

## هفتمین دوره (اسفند ۱۳۹۷)
| جایزه       | برنده              | توضیحات                |
| ----------- | ------------------ | ---------------------- |
| نشان نقره‌ای | آرمان آرین         | پتش‌خوارگر              |
| نشان نقره‌ای | برندن ونزل         | همه آن‌ها یک گربه دیدند |
| نشان نقره‌ای | لورنز پائولی       | مراقبم باش             |
| نشان ویژه   | هوشنگ مرادی کرمانی |                        |
| نشان ویژه   | مهرنوش معصومیان    |                        |

## هشتمین دوره (اسفند ۱۳۹۸)
| جایزه       | برنده            | توضیحات                                 |
| ----------- | ---------------- | --------------------------------------- |
| نشان نقره‌ای | سمیرا آرامی      | شکارگاه عجیب                            |
| نشان نقره‌ای | حمیدرضا شاه‌آبادی | قبرستان عمودی (از مجموعه‌ دروازه‌ مردگان) |
| نشان نقره‌ای | جمشید خانیان     | گفت‌وگوی جادوگر بزرگ با ملکه جزیره رنگ‌ها |
| نشان ویژه   | کریم نصر         | تصویرگر                                 |
| نشان ویژه   | شهلا طهماسبی     | مترجم                                   |

## نهمین دوره (اسفند ۱۳۹۹)
| جایزه       | برنده                    | توضیحات                                                     |
| ----------- | ------------------------ | ----------------------------------------------------------- |
| نشان طلایی  | اسا لیند                 | مجموعه‌ی گرگ ماسه‌ای (تابستان اول/ تابستان دوم/ تابستان سوم)/ |
| نشان نقره‌ای | فانی مارسو و ژوئل ژولیوه | چشم‌انداز جهان، طبیعت جهان در یک کتاب طولانی                 |
| نشان نقره‌ای | میشل کیوواس              | اعترافات یک دوست خیالی                                      |
| نشان نقره‌ای | محمود درویش              | به دیگری فکر کن                                             |
| نشان نقره‌ای | سام گیتون                | تاجر برف                                                    |
| نشان ویژه   | احمدرضا احمدی            | نویسنده                                                     |
| نشان ویژه   | فیروزه گل‌محمدی           | تصویرگر                                                     |

## دهمین دوره (اسفند ۱۴۰۰)
| جایزه       | برنده         | توضیحات                          |
| ----------- | ------------- | -------------------------------- |
| نشان طلایی  | پیتر اشتام    | چرا ما خارج از شهر زندگی می‌کنیم؟ |
| نشان نقره‌ای | کاترین اپلگیت | درخت آرزوها                      |
| نشان ویژه   | شکوفه تقی     | نویسنده                          |
| نشان ویژه   | غلامعلی مکتبی | تصویرگر                          |